# Norialsus millari
Norialsus millari är en insektsart som beskrevs av Van Stalle 1986. Norialsus millari ingår i släktet Norialsus och familjen kilstritar. Inga underarter finns listade i Catalogue of Life.